# Widmannové

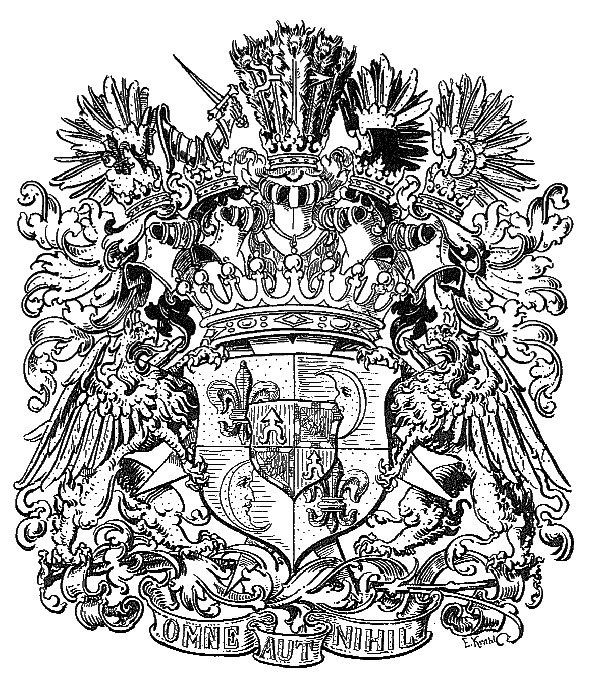
Erb hraběcího rodu Widmann-Sedlnický

Widmannové (Widmannové–Sedlničtí) jsou německý šlechtický rod, který se připomíná od 16. století. V roce 1730 byli povýšeni do panského stavu, v jedné linii pak získali hraběcí titul spolu se jménem vymřelého rodu Sedlnických z Choltic (Widmann-Sedlnický, 1871). V 18.–20. století vlastnili několik panství v Čechách a na Moravě (Plaveč, Luka nad Jihlavou). V 19. století vynikli Widmannové v politickém životě na Moravě, dva z nich zastávali funkce ministra v rakouské vládě.

## Dějiny rodu
Rod Widmannů pochází původně z Bavorska, kde v roce 1593 získal šlechtický stav, později začali členové rodu pronikat ve státních službách do habsburské monarchie. Jan Michael Widmann (1640–1719) žil v Chebu a vynikl provozováním poštovních služeb, získal český inkolát a v roce 1712 byl povýšen do rytířského stavu. Jeho syn Jan Antonín (1675–1739) byl radou dvorské kanceláře a v roce 1731 byl povýšen do stavu svobodných pánů. V generaci jeho synů došlo k domestikaci Widmannů v Čechách a na Moravě, Jan Václav (1722–1772) působil v diplomacii a v letech 1766–1772 byl nejvyšším zemským sudím na Moravě. V roce 1743 koupil na jižní Moravě panství Plaveč, jeho mladší bratr Josef (1724–1791), c.k. tajný rada, koupil v roce 1769 za 154 000 zlatých panství Luka nad Jihlavou.

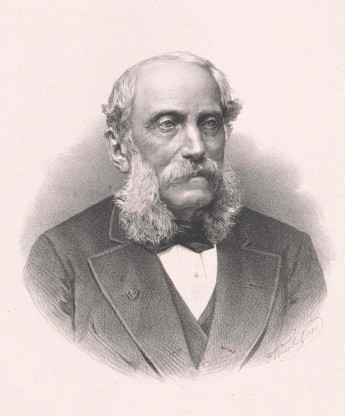
Baron Adalbert Widmann (1804–1888), zemský hejtman na Moravě

Josefův vnuk Vojtěch (1804–1888) byl poslancem moravského zemského sněmu a v letech 1870-1884 zemským hejtmanem na Moravě. Jeho syn Vojtěch (1868-1945) zahájil svou kariéru u českého místodržitelství v Praze, a proto v roce 1891 koupil Nalžovice na Sedlčansku. Nalžovický zámek byl jeho sídlem až do roku 1931, kdy jej prodal poručníkům Františka Schwarzenberga. Vojtěch Widmann byl v roce 1911 rakouským ministrem zemědělství a v letech 1915-1918 zemským prezidentem ve Slezsku, v roce 1917 získal dědičné členství v rakouské panské sněmovně.
Mladší linii v Lukách nad Jihlavou založil Antonín (1805–1866), který byl poslancem moravského zemského sněmu. Oženil se s Marií Leopoldinou Sedlnickou z Choltic (1812–1898) a po vymření hraběcí větve tohoto starobylého rodu přešlo jméno i dědictví na Widmanny. Majestát na jméno a erb Sedlnických získal v roce 1871 Viktor Widmann (1836–1886), který se od té doby psal jako hrabě Widmann-Sedlnitzky von Choltitz. Viktor Widmann patřil k významným osobnostem politického života na Moravě v druhé polovině 19. století a v roce 1870 byl krátce i rakouským ministrem obrany. Součástí dědictví po Sedlnických byly velkostatky Loděnice a Štemplovec na Opavsku, zde ale Widmannové vůbec nepobývali a v roce 1911 tento majetek prodali. Posledním majitelem velkostatku Luka nad Jihlavou byl hrabě Antonín Widmann-Sedlnický (1865–1949), který byl dlouholetým poslancem Moravského zemského sněmu, v Lukách byl starostou a získal zde i čestné občanství. Rodina se ale v roce 1940 přihlásila k německému občanství, takže v roce 1945 jim byl majetek zkonfiskován, Widmannové zde ale žili až do roku 1947. Syn Arnošt Alois (1905–1988) žil poté v Rakousku.

## Majetek Widmannů v Čechách a na Moravě

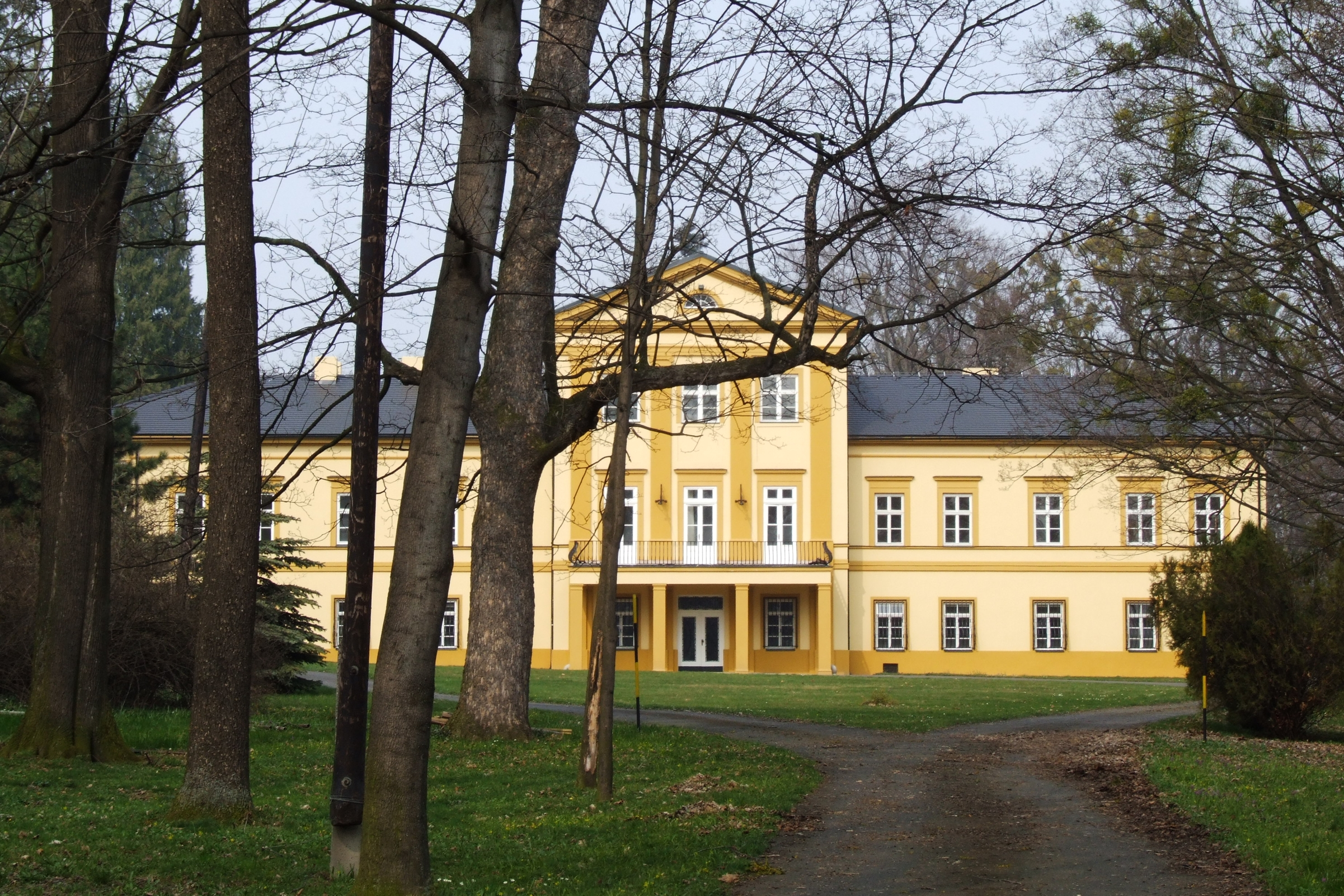
Zámek Štemplovec, majetek Widmannů 1850–1911

- Loděnice (1850–1911)

- Luka nad Jihlavou (1769–1945)

- Nalžovice (1891–1931)

- Plaveč (1743–1945)

- Štemplovec (1850–1911)

## Významné osobnosti
- Jan Václav (1722–1772), nejvyšší zemský sudí na Moravě

- Vojtěch (1804–1888), zemský hejtman na Moravě

- Antonín (1805–1866), poslanec Moravského zemského sněmu

- Bohuslav (1836–1911), místodržitel v Tyrolsku

- Viktor (1836–1886), rakouský ministr obrany

- Antonín (1865–1949), poslanec Moravského zemského sněmu

- Vojtěch (1868–1945), rakouský ministr zemědělství